# Акикики
Акикики (лат. Oreomystis bairdi) — вид воробьиных птиц трибы гавайских цветочниц, единственный представитель в роде Oreomystis. Ранее к роду относили гавайскую цветочницу (Oreomystis mana), которая позднее выделена в отдельный род Manucerthia. Эндемик острова Кауаи (Гавайские острова).

## Классификация
Подвидов не выделяют.

## Описание
Длина акикики — 13 см, масса — 12-17 г. Акикики имеет серое оперение сверху и белое снизу. У молодых особей есть большие белые кольца под глазами.

## Питание
Акикики часто сравнивают с поползнями из Северной Америки, потому что они кормятся, прыгая по стволам и ветвям как живых, так и мертвых деревьев, поедая там членистоногих. Акикики часто добывают корм парами, семейными группами.

## Размножение
Гнездование происходит с марта по июнь. Насиживает яйца только самка, но оба родителя выкармливают птенцов.
В 2018 году при содействии зоопарка Сан-Диего в неволе был выведен первый акикики.

## Угрозы
Среда обитания акикики сократилась вырубки лесов и разрушения инвазивными видами.